# Храм Николая Чудотворца (Бари)
Храм Святи́теля Никола́я Чудотво́рца (итал. Chiesa di San Nicola), или Ру́сская церковь в Ба́ри (итал. La Chiesa russa di Bari) — ставропигиальный храм Русской православной церкви, посвящённый святителю Николаю Чудотворцу и расположенный в итальянском городе Бари, в районе Карра́сси.
Верхний храм, подворье Русской православной церкви, находится в непосредственном ведении патриарха Московского и всея Руси, а нижний храм занимает Русская православная церковь заграницей.

## История
После неудачных попыток российского правительства восстановить церковь Святителя Николая Чудотворца в Мирах Ликийских Императорское православное палестинское общество решило учредить в 1911 году Барградский комитет под покровительством Николая II. Целью комитета было устроить в Бари подворье Общества для нужд русских паломников, стекавшихся к мощам одного из самых почитаемых на Руси святых — Николая Чудотворца, — покоящихся в базилике Святого Николая.
Средства на строительство подворья собирали по всей России: по Высочайшему повелению во всех храмах Российской империи в оба праздника святителя Николая Чудотворца (весенний и зимний) устраивали тарелочный сбор «на Барград». Кроме того, комитету были переданы средства (246 500 рублей), собранные ранее на храм в Мирах Ликийских, 10 000 рублей от Николая II и 3000 рублей от великой княгини Елизаветы Фёдоровны как председательницы Палестинского общества. В начале 1911 года комитет послал в Бари миссионера протоиерея Иоанна Восторгова, который 20 января (2 февраля) приобрёл у госпожи Скорча для подворья участок земли площадью 1,2 гектара. Весной того же года в город прибыли член комитета князь Николай Жевахов и архитектор Владимир Покровский.
Проект к весне 1912 года составил знаток древнерусского храмового зодчества Алексей Щусев. В марте 1913 года в Бари прибыла строительная комиссия в составе иерея Христофора Флерова, протоиерея Николая Федотова, архитектора Всеволода Субботина и смотрителя работ И. Д. Никольского. Фундамент храма был заложен 9 (22) мая 1913 года. Строительство под руководством инженера Н. Рикко шло быстро. 24 декабря 1913 (6 января 1914) года на территории строительства была освящена деревянная церковь. В марте 1914 года здания были уже подведены под крышу.
Летом 1914 года подворье открыло временный приют для паломников, рассчитанный на 20—30 человек, который с началом Первой мировой войны стал выполнять функции беженского пункта. В связи с событиями в Европе предполагавшееся освящение храма в декабре не состоялось, однако работы продолжались: к январю 1915 года был закончен нижний, «тёплый» придел храма.
После русской революции 1917 года поток русских пилигримов иссяк, и греческая православная община стала более многочисленной, чем российская. Именно благодаря грекам 21 июля 1921 года был освящён нижний придел в честь особо чтимого ими святителя Спиридона Тримифунтского. Тогда же была разобрана деревянная церковь.
В 1926 году права на подворье заявило ленинградское Палестинское общество, получившие удостоверение тождества от советского посольства в Риме. Однако князь Жевахов оспорил притязания советского правительства в городском суде и выиграл тяжбу. Храм остался в ведении Русской православной церкви заграницей. Решение суда было оспорено; апелляция была рассмотрена Королевским судом в Риме, который предписал князю вернуть подворье советскому Палестинскому обществу. В связи с этим или по другим причинам в 1937 году князь Жевахов своевольно продал городским властям всю русскую церковную недвижимость в Бари, построенную на народные пожертвования. С тех пор Барградское подворье перестало быть собственностью России и Русской православной церкви. Городские власти обязались содержать православного священника за свой счёт, что делают до настоящего времени. Храм был передан в безвозмездное пользование православной общине, странноприимный дом был переоборудован под детский сад и богадельню.
28 сентября 1947 года храм перешёл в юрисдикцию Западноевропейского экзархата русских приходов Константинопольского патриархата. 21 мая 1955 года верхний храм был освящён епископом Мессинским Сильвестром (Харунсом). C 1969 года, с учётом экуменистической политики Второго Ватиканского собора, «в знак дружбы, уважения и глубокого союза с православными», православным было предоставлено право совместно с католиками служить в крипте базилики Святого Николая. В марте 1970 года община вновь перешла в юрисдикцию Русской православной церкви заграницей, а в 1977 году храм был непосредственно подчинён Архиерейскому синоду Русской православной церкви заграницей.

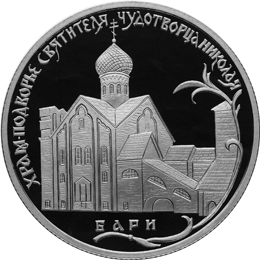
Памятная монета Банка России с изображением церкви Николая Чудотворца в Бари. 2 рубля, серебро, 2011 год

В связи с увеличением числа паломников из России возникла необходимость пересмотра правил пользования храмом. Муниципалитет предложил в 1996 году создать соответствующую комиссию, которая ни разу не собралась. 23 ноябре 1998 года был подписан договор с городскими властями, по которому Московскому патриархату был передан верхний храм и один этаж странноприимного дома. Нижний остался в юрисдикции Русской православной церкви заграницей.
5 апреля 2001 года патриарх Московский и всея Руси Алексий II принял в своей рабочей резиденции в Свято-Даниловом монастыре мэра города Бари Симеоне ди Каньо Аббреша. Было достигнуто соглашение о передаче Русской православной церкви так называемых «Царских покоев» — паломнического комплекса, примыкающего к Никольскому храму. Соответствующие дополнения были внесены в соглашение о сотрудничестве между Русской православной церковью и властями города Бари, подписанное 23 ноября 1998 года.
14 марта 2007 года в ходе визита российского президента Владимира Путина в Бари были проведены переговоры о передаче русского храма Русской православной церкви. Официальная церемония должна была состояться 6 декабря 2008 года, но смерть патриарха Алексия II в Москве задержала церемонию. Церемония передачи церкви состоялась 1 марта 2009 года в присутствии президента Италии Джорджо Наполитано и президента Российской Федерации Дмитрия Медведева. 23 января 2012 года состоялась официальная окончательная передача России здания подворья.

## Настоятели храма
| Настоятели храма                  |                                                            |
| Даты                              | Настоятель                                                 |
| 1913—1914                         | протоиерей Николай Федотов                                 |
| 1914—1920                         | иерей Василий Кулаков (…—1920)                             |
| 1920—1925                         | протоиерей Христофор Флеров (1846—1927) (?)                |
| июнь 1925 — 18 ноября 1926        | иеромонах Савва (Советов)                                  |
| 18 ноября 1926—1931               | протоиерей Сергий Ноаров (1881 — после 1950)               |
| 1931—1939                         | не было постоянного священника                             |
| 25 июня 1939 — 15 ноября 1963     | протоиерей Андрей Копецкий (1885—1963)                     |
| 1963—1965                         | не было постоянного священника                             |
| 1965 — 25 июня 1980               | протоиерей (до 1971 — иерей) Игорь Значковский (1896—1980) |
| 1980—1983                         | протоиерей Леонид Никольский                               |
| 1983—1995                         | иеромонах Марк (Давитти) (1938—2013)                       |
| 1995—1999                         | …                                                          |
| 1999 — 22 марта 2011              | иерей Владимир Кучумов                                     |
| 22 марта 2011 — 28 декабря 2017   | протоиерей Андрей Бойцов                                   |
| 28 декабря 2017 — настоящее время | протоиерей Вячеслав Бачин                                  |

## Архитектура, убранство
Ансамбль построек выполнен в стиле псково-новгородского зодчества XV века.
Храм одноглавый, каменный, с подклетью. Церковь рассчитана на 260 человек. Проект отдельно стоящей двухъярусной звонницы не был осуществлён. Над входом в храм находится мозаичная икона Спасителя с молящимися Богородицей и святителем Николаем, созданная местным художником Никколо Колонна в 1967 году.
В храме два придела: верхний — святителя Николая Чудотворца, нижний — святителя Спиридона Тримифунтского.
Верхний храм. Иконостас одноярусный. Образа для него были написаны в начале 1950-х годов парижскими художниками Альбертом Бенуа и Маргаритой Бенуа-Новиковской. При этом по проекту Щусева предполагалось устроить пятиярусный иконостас со старинными русскими иконами (XVI—XVII веков), обрамлёнными чеканной медью, золочёной старым золотом. Эти образа были приготовлены председателем комитета князем Алексеем Ширинским-Шихматовым к 1915 году, но Первая мировая война и события в России помещали доставить их в Бари. Каркас иконостаса также остался в Москве. По этой же причине не была осуществлена роспись храма художником Кузьмой Петровым-Водкиным. Паникадило было изготовлено в Сербии на средства русских паломников и установлено в 1998 году.
Нижний храм. Среди святынь находится икона святителя Николая Чудотворца с частицей его мощей.
Перед храмом и странноприимным домом находится статуя святителя Николая работы Вячеслава Клыкова, установленная в 2001 году.
На территории комплекса, кроме храма, расположены:
- странноприимный дом (странноприимница) — двух- и трёхэтажное здание;
- хозяйственные помещения;
- сад;
- дом для священника, построенный в конце 1960-х годов;
- часовня во имя Царя-Мученика, возведённая в 1971 году.